# Hodinkee
HODINKEE（ホディンキー）は、アメリカ合衆国、ニューヨーク州ニューヨークに本社を置くHODINKEE INC.のブログ、ECサイトである。
腕時計に関する詳細なレビュー、ヴィンテージアイテムの歴史的な背景、最新ニュースなどを画像や動画とともに発信している。

## 歴史・沿革
Hodinkeeの設立は、創業者Benjamin Clymer（ベンジャミン・クライマー）が2008年に開設した時計に関するWebサイトとして始まった。UBSに勤めていた同氏は、2008年のリーマン・ショックが起きたことにより時間を持て余すようになる。HODINKEEを立ち上げたきっかけは、当時の上司に「毎日出社する必要はあるが、その時にするべき仕事がまったくないのであれば、好きなことをやって構わない」と言われたことで腕時計に関する内容を自身の文章で投稿するようになったことである。サービスを開始した当初は、Tumblr上で運営をしていたが、その後にSquarespaceでの運営へと変更された。
サービス名は、チェコ語で腕時計を意味する"Hodinky"に基づく。翻訳サイトBabel Fishを使って検索された。
2012年には、ECサイト「HODINKEE Shop」を開設し、腕時計のベルトをの販売を開始する。現在は、時計ベルトだけでなく時計を収納するためのケースや時計関連の書籍のほか、提携ブランドの腕時計やヴィンテージウォッチなども販売している。
2013年には、著名人や時計コレクターのコレクションをインタビューするTalking Watchesと呼ばれるコーナーを新設し、YouTubeに動画をアップロードしている。初回は、歌手のジョン・メイヤーをインタビューした。
2015年には、時計サイトのコンテンツのキュレーションアプリWatchvilleを運営していたNorth Technologies社と合併し、同社のKevin RoseがCEOとして経営に参画する。
2017年にKevin RoseがHODINKEEを離れ、True Venturesに参画しHODINKEEを投資面から支援することとなった。この機に設立者のベン・クライマーが再びCEOに就任した。
2018年に、10周年を記念して限定のオメガ・スピードマスターが販売される。これは、ベン・クライマーがHODINKEEをはじめるきっかけの一つとなった彼の祖父から譲り受けたスピードマスターMK40をベースにした時計である。
2019年には、初の海外展開として日本でサービス開始されることが発表された。日本版は、ハースト婦人画報社との提携によるもので、本国の翻訳コンテンツのほか、日本の読者に向けた独自のコンテンツも提供される。
2020年12月には、ファッション企業Mr.Porterの元マネジング・ディレクターであるトビー・ベイトマンが新CEOとして同社に加わり、クライマーがエグゼクティブ・チェアマンに就任した。また、同社はシリーズBラウンドで4,000万ドルを調達し、アメリカの投資顧問会社TCGがリードインベスターとなった。その他にもフランスの高級大手LVMHのLVMH Luxury Ventures子会社であるTrue Ventures、グラミー賞受賞ミュージシャンのジョン・メイヤー、6度のスーパーボウルチャンピオンに輝いたトム・ブレイディなどが出資した。
2021年2月、HODINKEEは中古高級時計のスペシャリストであるCrown & Caliberを買収したと発表した。

## HODINKEE Japan
2019年11月18日に、初の海外版としてHODINKEE Japan （ホディンキー 日本版）がリリースされた。 本国のHODINKEEの初期と同様に当初は2名体制で運用される。 編集長として時計雑誌ウォッチナビの編集を行ってきた関口優（Yu Sekiguchi）が、そしてWebプロデューサーとして時計ブロガーだった和田将治（Masaharu Wada）が就任した。

## HODINKEE限定モデル
HODINKEEは、これまで様々なブランドとコラボレーションした限定モデルをリリースしている。
- MB&F LM101 Limited Edition for HODINKEE (10本限定）[14]
- Zenith El Primero Original for HODINKEE (25本限定)[15]
- NOMOS Glashutte Metro Chronometer Limited Edition for HODINKEE (100本限定)[16]
- Vacheron Constantin Historiques Cornes de Vache 1955 Limited Edition for HODINKEE (36本限定)[17]
- Ressence Type 1H Limited Edition for HODINKEE (20本限定)[18]
- TAG Heuer Limited Edition Carrera Skipper for HODINKEE (125本限定)[19]
- Laurent Ferrier Traveller Limited Edition for HODINKEE (15本限定)[20]
- Swatch Sistem51 HODINKEE Vintage 84（数量限定）[21]
- Omega Speedmaster H10 (500本限定)[22]
- Gronfeld 1941 Remontoire Limited Edition for HODINKEE (12本限定)[23]
- Swatch Sistem51 Blue Edition for HODINKEE (数量限定)[24][25]
- Hermes Slim D'Hermes Limited Edition for HODINKEE (100本限定)[26]
- Hermes Slim D'Hermes GMT Limited Edition for HODINKEE (24本限定)[27]
- IWC Pilot's Watch Mark XVIII Edition "HODINKEE" (500本限定)[28]
- Oris Divers Sixty-Five Limited Edition for HODINKEE (250本限定)[29]
- Blancpain Fifty Fathoms Bathyscaphe Limited Edition for HODINKEE (100本限定)[30]
- Montblanc 1858 Monopusher Limited Edition for HODINKEE (25本限定)[31]